# مجموعه ورزشی نزوی
مجموعه ورزشی نزوی ورزشگاهی چندمنظوره در نزوی، عمان می‌باشد. امروزه از آن بیشتر برای برپایی مسابقه‌های فوتبال و به عنوان ورزشگاه خانگی باشگاه ورزشی النهضت استفاده می‌شود. این ورزشگاه گنجایش ۱۰۰۰۰ نفر تماشاچی را دارد.